# کپون
کپون (به انگلیسی: Kepone) یک ترکیب شیمیایی با شناسه پاب‌کم ۲۹۹ است. که جرم مولی آن ۴۹۰٫۶۳۳ g/mol می‌باشد. 